# Confresa
Confresa là một đô thị thuộc bang Mato Grosso, Brasil. Đô thị này có diện tích 5819,73 km², dân số năm 2007 là 21350 người, mật độ 3,67 người/km².